# 木村重茲
木村 重茲 (きむら しげこれ）は、安土桃山時代の武将・大名。豊臣氏の家臣。別名に定光、重隆、重高。通称は隼人正、常陸介。千利休の弟子で、台子七人衆の1人。

## 生涯
木村定重の子として誕生。元亀元年（1570年）、金ヶ崎の戦いでは木下秀長旗下として、蜂須賀正勝、前野長康、加藤光泰に次ぐ武功を上げたという。天正11年（1583年）、父の死去により家督を継ぐ。同年の賤ヶ岳の戦いでは羽柴秀吉（豊臣秀吉）方として参戦し、近江国堂木山砦の守将を務めた。天正12年（1584年）の小牧・長久手の戦いにも参加し、その功績により天正13年（1585年）、秀吉より越前国府中（現福井県越前市）に12万石を与えられた。
天正15年（1587年）、九州征伐にも参戦する。天正18年（1590年）の小田原征伐では豊臣軍の先鋒を務め、武蔵国岩槻城攻略で武功を挙げた。続く奥州仕置においても出羽国の検地を担当し、葛西大崎一揆征伐においては豊臣秀次に従って武功を挙げた。この頃から秀次付の家老となり、文禄元年（1592年）の文禄の役では3,500の兵を率いて朝鮮に渡海する。
これらの武功を秀吉より賞されて、山城国淀18万石に加増移封された。しかし文禄4年（1595年）、秀次事件で秀次を弁護したことから、秀吉より秀次の与党として連座の罪に問われ、同年7月15日（8月20日）、摂津国茨木の大門寺において自害を命じられた。大門寺に血染めの経帷子が保存され、常陸大明神と記された墓碑がある。長男・高成（重武、重光、志摩守）も法花堂で切腹させられ梟首されたほか、娘も磔にかけられたという（「兼見卿記」）。戒名は常照院殿重高大居士。墓所は大阪府茨木市の大門寺。
子の木村重成（異説もある）は、幼年のために罪に問われることなく、豊臣秀頼の家臣として仕え、慶長20年（1615年）の大坂夏の陣で戦死した。
なお、朝鮮出兵時の国内における最前線である肥前国名護屋城には「木村重隆陣屋跡」が残っており、発掘調査がなされている。トイレ遺構などを確認している。

## 系譜
- 父：木村定重
- 母：不詳
- 室：宮内卿局（?-1615） - 青木俊矩の娘
  - 長男：木村高成（?-1595）
  - 男子：木村重成（1593?-1615?）
- 生母不明の子女
  - 女子
  - 男子：村井重盛?
  - 男子：篠原重之